# Căn nhà nhỏ ở Kolomna
Căn nhà nhỏ ở Kolomna (tiếng Nga: Домик в Коломне) là một truyện thơ do A.S.Pushkin sáng tác trong thời gian ở tại làng Boldino - mùa thu năm 1830. Tác phẩm được hoàn thành vào ngày 10 tháng 10 cùng năm.

## Nhân vật
- Tác giả
- Một góa phụ
- Paracha: Con gái của bà góa phụ
- Một người bạn, cũng là một đồng chí
- Fyokla
- Bá tước phu nhân
- Anh lính
- Vera: Em họ Paracha
- Gof-furer: Chồng Vera
- Con mèo Vaska
- Người hàng xóm
- Mavra
- Người đàn ông đã chết: Chồng cũ của bà quả phụ

## Chuyển thể
- Căn nhà nhỏ ở Kolomna (phim, 1913)
- Mavra (nhạc kịch, 1922)